# Ljudmila Alexandrowna Ljulko
Ljudmila Alexandrowna Ljulko (russisch Людмила Александровна Люлько; * 10. Juli 1923 in Chișinău; † 25. Oktober 1967 in Leningrad) war eine sowjetische Schauspielerin.

## Biografie
Ljulko absolvierte 1945 die Schtschepkin-Theaterhochschule in Moskau, wo Wera Nikolajewna Paschennaja ihre Lehrerin war. Anschließend spielte sie bis zu ihrem Tod am von Nikolai Akimow geleiteten Leningrader Komödientheater. Die dunkelhaarige Mimin trat in diversen Stücken russischsprachiger und ausländischer Autoren auf. Ihren Durchbruch hatte sie mit Трёхминутный разговор (Trjochminutny rasgowor) von Walentina Iossifowna Lewidowa. Das letzte Stück, das Ljulko in ihr Repertoire aufnahm, war Jean Anouilhs Jeanne oder Die Lerche, in dem sie Jeanne d’Arc darstellte.
In den 1950er und 1960er Jahren trat Ljulko in fünf Filmen auf, darunter als Hauptdarstellerin in dem Kriegsdrama  Водил поезда машинист (Wodil pojesda maschinist). Am 22. Juni 1957 wurde sie zur Verdienten Künstlerin der RSFSR ernannt.
Ljulko war mit ihrem Kollegen Leonid Jefimowitsch Leonidow (1927–1996) verheiratet, beide waren die Eltern des Musikers und Schauspielers Maxim Leonidowitsch Leonidow (* 1962). Sie starb 44-jährig und wurde auf dem Friedhof der Siedlung Pesotschny beigesetzt.

## Theaterarbeit (Auswahl)
- Обыкновенный человек (Obyknowenny tschelowek) – von Leonid Leonow
- Старых друзьях (Starych drusjach) – von Leonid Antonowitsch Maljugin
- Вас вызывает Таймыр (Was wysywajet Taimyr) – von Alexander Galitsch und Konstantin Fjodorowitsch Issajew
- Друзьях-товарищах (Drusjach-towarischtschach) – von Wladimir Sacharowitsch Mass und Michail Abramowitsch Tscherwinski
- Das gewöhnliche Wunder (Obyknowennoje tschudo) – von Jewgeni Schwarz
- Frau Warrens Gewerbe (Mrs Warren’s Profession) – von George Bernhard Shaw
- Wie es euch gefällt (As you Like it) – von William Shakespeare
- Трёхминутный разговор (Trjochminutny rasgowor) – von Walentina Iossifowna Lewidowa
- Повесть о молодых супругах (Powest o molodych suprugach) – von Jewgeni Schwarz
- Тень (Ten) – von Jewgeni Schwarz
- Onkelchens Traum (Djadjuschkin son) – nach Fjodor Dostojewskis gleichnamigem Roman
- Die Physiker – von Friedrich Dürrenmatt
- Was ihr wollt (Twelfe Night, Or what you will) – von William Shakespeare
- Jeanne oder Die Lerche (L’Alouette) – von Jean Anouilh

## Filmografie
- 1956: Два капитана (Dwa kapitana)
- 1956: Медовый месяц (Medowy mesjaz)
- 1961: Водил поезда машинист (Wodil pojesda maschinist)
- 1963: Каин XVIII (Kain XVIII)
- 1965: Криницы (Krinizy)